# Дело лже-врачей
Дело лже-врачей (фин. Suomen valelääkärikohu) — громкий инцидент с финскими врачами, осуществлявшими медицинскую практику в Финляндии по подложным медицинским дипломам, полученным в России.
В 2008—2009 годах в Финляндии был выявлен случай, когда 24-летний молодой человек из Эспоо по подложным документам проработал год в больнице Карккила и два месяца в лечебном учреждении в Карьяа, где его пациентами в общей сложности были более тысячи человек.
Дело о лже-врачах получило широкую огласку в Финляндии в октябре 2011 года, когда Государственная контрольно-надзорная служба социального обеспечения и здравоохранения Valvira обратилось в полицию с просьбой расследовать действия гражданина Финляндии Эса Антеро Лайхо (фин. Esa Antero Laiho), занимающегося врачебной деятельностью в столичном регионе по подложным документам. Подозреваемый утверждал, что получил диплом в 1994 году в одном из вузов Санкт-Петербурга, однако в реестре вуза не оказалось никаких данных о гражданине Финляндии с фамилией Лайхо. В 1990-е годы лже-врач пытался с помощью поддельных документов работать врачом в США.
В 2003 году Лайхо сдал в Финляндии все экзамены, необходимые для признания квалификации врача, получившего диплом за пределами ЕС, и прошёл дополнительные курсы для иностранных врачей, после чего работал врачом в больницах Тампере. Лайхо работал в частных геронтологических клиниках: Suomen Geriatriakeskus и Geriatriapalvelu Johannes (в последней он некоторое время исполнял обязанности исполнительного директора). Муниципалитет Хельсинки заказал у Лайхо услуги на общую сумму 1,1 млн евро, но город остался недоволен качеством предоставленных услуг и прекратил сотрудничество осенью 2011 года. Первоначальная проверка не выявила нарушений во врачебной деятельности Лайхо, однако он был лишён медицинской лицензии, а полиция начала дополнительное расследование о возможном ущербе здоровью бывших пациентов Лайхо. 7 января 2014 года Лайхо был задержан по подозрению в трёх непредумышленных убийствах (два случай произошли в Хельсинки в 2011 году и один — в Лахти в 2006 году), но 10 января решением суда первой инстанции города Хельсинки осбождён из-под стражи без переквалификации дела. Предварительное следствие закончилось в январе 2015 года, а основные слушания начались в уездном суде Хельсинки в январе 2016 года.
В связи с происходивщим расследованием в ведомство Valvira поступило сообщение о подозрении во лже-врачебной деятельности ещё одного финского врача, имеющего диплом выпускника российского вуза, но таковым не являющимся. Врач работал врачом-практикантом в отделе психических заболеваний в Карстула, не имея финской лицензии.
Ведомство Valvira приняло решение о проверке всех российских медицинских дипломов в Финляндии за последние 20 лет. Также трём чиновникам надзорного ведомства Valvira были предъявлены обвинения в нарушении ведомственных инструкций, а уездным судом Хельсинки 26 апреля 2013 года они были приговорены к штрафам в размере 3,5 тысячи евро каждый.
В ходе проверок были уволены четыре медсестры, дипломы которых не соответствовали требованиям. Две медсестры работали в регионе Лохья, одна — в Хювинкяа, а четвёртая — в Клинике женских и детских болезней Хельсинкской университетской больницы. 
В 2013 году надзорное ведомство Valvira продолжило проверку всех иностранных дипломов работающих в Финляндии медицинских работников (проверено 720 из 796 иностранных дипломов).